# ロイヤル・プリンセス (客船・3代)
ロイヤル・プリンセス（Royal Princess）は、プリンセス・クルーズが運航するクルーズ客船。2013年に就航し、その名を持つ船としては3代目となる。

## 建造
命名前の2010年2月17日、姉妹船となるリーガル・プリンセスと共に、カーニバル・コーポレーションからフィンカンティエリに発注され、ロイヤル・プリンセスと命名された本船は5月4日に契約が成立した。
2011年3月15日にはモンファルコーネで最初の鋼板が切り出され、10月20日にはドックで船底部の建造が開始された。
2012年8月16日進水、艤装が続けられた。2013年4月9日には、ケンブリッジ公爵夫人キャサリン妃を命名者として命名式が行われることが発表された。5月30日のモンファルコーネでの式典の後、6月7日にサウサンプトンに入港。命名式は6月13日にサウサンプトンで行われた。

## 運航
就航に先立ち、プレビューとしてサウサンプトンとガーンジーのセント・ピーター・ポートを往復する、6月9日と14日出発2泊3日の航海を行った。6月16日就航、イベリア半島へのクルーズが就航後初の航海となった。

## 構造
18層からなるデッキを有し、16層にはガラス張りの張り出し部であるシーウォークが設けられている。シーウォークは海上に張り出すため、船全体の全幅と船体自体の全幅は異なっている。船内にはテレビ局「Princess Live!」が設けられ、船内のイベントを放送している。
| #   | デッキ名  | 設備                                                                                       |
| --- | --------- | ------------------------------------------------------------------------------------------ |
| 1-3 | -         | 非公開                                                                                     |
| 4   | Gala      | 医務室                                                                                     |
| 5   | Plaza     | スパ、レストラン、カフェ、ショップ、美容室                                                 |
| 6   | Fiesta    | カジノ、ナイトクラブ、レストラン、劇場                                                     |
| 7   | Promenade | ショーラウンジ、レストラン、カフェ、バー、ショップ、ギャラリー、劇場、図書室、船内テレビ局 |
| 8   | Emerald   | 客室                                                                                       |
| 9   | Dolphin   | 客室                                                                                       |
| 10  | Caribe    | 客室                                                                                       |
| 11  | Baja      | 客室                                                                                       |
| 12  | Aloha     | 客室                                                                                       |
| 14  | Riviera   | 客室                                                                                       |
| 15  | Marina    | 客室                                                                                       |
| 16  | Lido      | シーウォーク、レストラン、バー、ショップ、プール、客室                                     |
| 17  | Sun       | ジャグジー、バー、子供用設備、フォトスタジオ                                               |
| 18  | Sports    | スポーツ設備（ゴルフ練習場、射撃練習場、トラック、卓球、バスケットボール）、映画館         |
| 19  | Sky       | ミニゴルフ                                                                                 |

### 客室
客室は、1780室。81%に当たる1,438室が海に面している。スイート、ミニ・スイート、デラックス海側バルコニー、海側バルコニー、インテリア（内側ツイン）の5等級に分かれ、海に面している1,438室全てがバルコニーを有する。
| 客室                                       | 室数 |
| ------------------------------------------ | ---- |
| スイート（Suite with Balcony）             | 40   |
| ミニ・スイート（Mini-Suite）               | 306  |
| デラックス海側バルコニー（Deluxe Balcony） | 360  |
| 海側バルコニー（Balcony）                  | 732  |
| 内側ツイン（Interior）                     | 342  |